# 亞美尼亞護照
亞美尼亞護照是由亞美尼亞政府向該國公民發出的旅行證件。
亞美尼亞護照在全球有效，並可按相關簽證要求在各國出入境。
現行的亞美尼亞護照於2012年推出，屬生物特徵護照。護照由警察護照及簽證處簽發，並委託波蘭安全印刷公司負責印製空白護照本。

## 歷史
亞美尼亞護照早於1918年，該國從俄羅斯帝國取得短暫獨立時已經發行。但在1922年，該國又旋即併入蘇聯，因此早期護照的發行時間並不長。

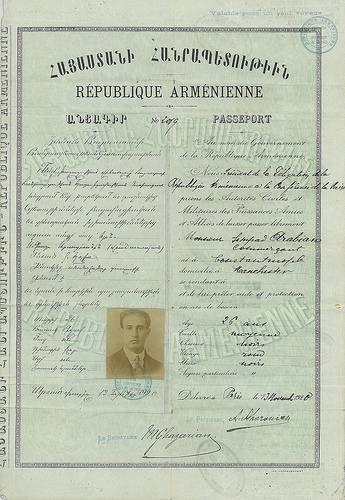
早期發行的亞美尼亞護照

1991年蘇聯解體後，亞美尼亞再度取得獨立，並得以在69年後再次發行屬於該國的護照。歷經若干次改版後，現行版本的護照於2012年開始發行。

### 現代護照版本

#### 2008年版護照
2008年元旦起，警察護照及簽證處開始簽發新版護照，是為2008年版護照，設有32頁。
此等護照均為可機讀護照，而內頁顏色以紫色及藍色為主。
2008年版護照一直簽發至2012年7月15日為止，隨後被附設晶片的2012年版護照取代。至於已簽發的舊版護照，仍可於有效期內使用；但是，自2017年8月4日起，警方一概不再接受延長舊版護照有效期的申請。
值得一提的是，2008年版護照雖然已於2012年停發，但在2016-2019年間再度簽發，以充當該國臨時護照之用。

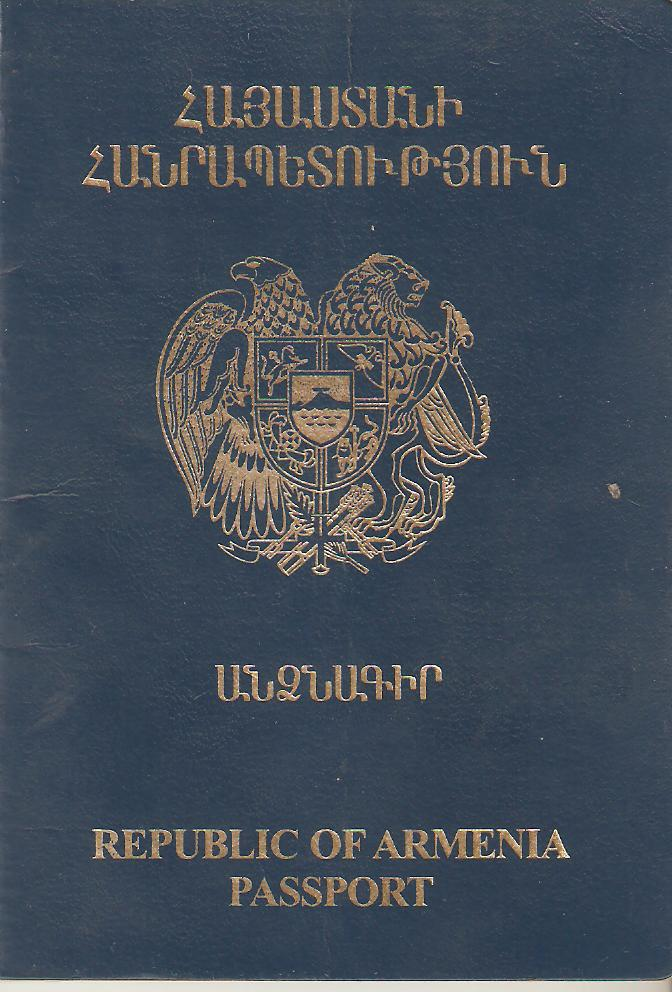
2008年版的亞美尼亞護照

#### 2012年版護照
2008年，亞美尼亞警方宣佈將引入智能證件，而發行生物特徵護照亦是有關政策的其中一環。至2012年7月16日，該國首個版本的生物特徵護照正式發行，是為2012年版護照。
與2008年版比較，此版本護照除了加入晶片外，亦將內頁數目增加至40頁，同時內頁顏色亦改為藍、橙二色，並在各頁上加上螢光防偽纖維。

## 申請程序
申領亞美尼亞護照的手續，必須在國內警署或駐外機構指定櫃檯辦理。
在提交申請及繳費後，必須再遞交以下證明文件：
- 舊護照（續領者適用）
  - 若續領護照人士僅持有已失效的蘇聯護照，必須提交其具有亞美尼亞國籍的證明，或難民旅行證
- 出世紙
- 近照3張
- 父母證明文件副本（一般是結婚證；若已離婚或去世，則需要附上離婚證或死亡證，或國內法庭發出的公證書）
- 繳費收據
- 兵役手冊（適用於役男）

## 護照內容

### 個人資料頁
所有內容均以亞美尼亞文及英文對照印刷，詳列如下：
- 相片
- 證件類別（P）
- 國家代碼（ARM）
- 姓名
- 護照編號（兩位字母加七位數字）
- 性別
- 國籍
- 生日
- 居住地
- 簽發日
- 到期日
- 簽發機關（簽發警署或駐外機構三位數字代碼）
- 持證人簽署
- 機讀區

此外，個人資料頁亦設有若干防偽特徵，包括國徽水印、防偽纖維等。

### 簽證頁
整本護照的簽證頁數為40頁，每頁均附有國徽水印，以及用紫外螢光墨水印刷的亞美尼亞名勝。

### 宣告頁
在護照的封底為宣告頁，頁面上方的宣告內容如下：
亞美尼亞文：
|  |

英文：
|  |

中文語意如下：
| 此護照為亞美尼亞共和國財產。護照持有人受亞美尼亞共和國保護。 |

而在宣告頁下方的告示，指出整本護照共設40頁。

## 旅行待遇
根据2025年1月8日发布的亨利护照指数，亚美尼亚护照可免签证、落地签证或电子签证入境68个国家和地区，位居世界第74，与贝宁、佛得角、加纳护照并列。

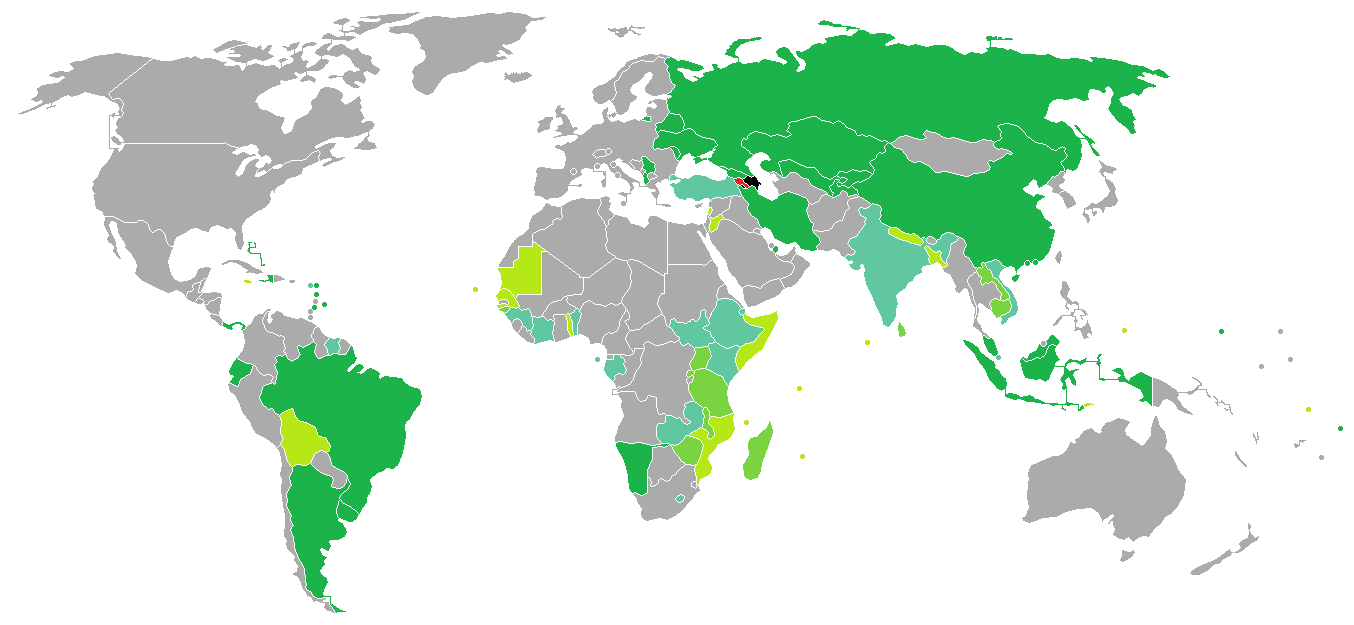
亞美尼亞公民簽證要求
亞美尼亞
免簽證
落地簽證
電子簽證
需要簽證
拒絕入境

值得一提的是，由於亞美尼亞與阿塞拜疆之間的纳戈尔诺-卡拉巴赫冲突，所有亞美尼亞公民均被阿塞拜疆當局禁止入境。